# La Cumbre
La Cumbre é um município da Espanha na província
de Cáceres,
comunidade autónoma da Estremadura, de área 113,52 km². Em 2021 tinha 837 habitantes (densidade: 7,4 hab./km²).

## Demografia
| Variação demográfica do município entre 1950 e 2010 | Variação demográfica do município entre 1950 e 2010 | Variação demográfica do município entre 1950 e 2010 | Variação demográfica do município entre 1950 e 2010 |
| --------------------------------------------------- | --------------------------------------------------- | --------------------------------------------------- | --------------------------------------------------- |
| 1950                                                | 1970                                                | 1991                                                | 2010                                                |
| 2986                                                | 1575                                                | 1166                                                | 970                                                 |